# Erwin Steinbacher
Erwin Steinbacher (* 15. Juli 1903 in Berlin; † 11. Mai 1988 in Schlangenbad) war ein deutscher Jazz- und Unterhaltungsmusiker (Tenorsaxophon, auch Klavier, Violine, Klarinette, Gesang, Arrangement), Komponist und Bandleader.

## Leben und Wirken
Steinbacher leitete bereits als 15-Jähriger ein Stummfilm-Begleitorchester. Sein Jurastudium brach er ab: er gehörte in den 1920ern und frühen 1930ern zu zahlreichen Orchestern im In- und Ausland. Zwischen 1935 und 1940 spielte er mit eigenem Studioorchester eine Reihe von Schallplatten für die Label Kristall, Elektrola und Grammophon ein, darunter Eigenkompositionen wie Lampenfieber, meist Swingtitel wie „Finden Sie es nicht gefährlich?“ von Edmund Kötscher (Electrola 6581), Tanzmusik („Blauer Schmetterling“), aber auch Schlager wie „Der Leiermann“ von Hans Arno Simon (Polydor 48176). In seiner Formation spielten u. a. Kurt und Carl Hohenberger, Karl Kutzer, Otto Türksch, Willy Berking, Erhard Krause, Hermann Plato, Teddy Kleindin, Kurt Schieke, Kurt Abraham, Adalbert Luczkowski, Walter Leschetitzky, Franz Mück, Hans Korseck, Rudi Wegener und Waldi Luczkowski. Im Krieg spielte Steinbacher als Mitglied von Tanzorchestern, so unter anderem bei Theo Reuter, Otto Stenzel, beim Truppenbetreuungsorchester Paul von Beky und zuletzt kurz vor Kriegsende in Prag im Deutschen Tanz- und Unterhaltungsorchester unter Leitung von Willi Stech („Powerhouse“).
Im Bereich des Jazz war er von 1935 bis 1941 an zwölf Aufnahmesessions beteiligt. Ferner schrieb er Nummern wie „Schlacks und Bommel.“ Nach dem Krieg gründete er einen eigenen Musikverlag und ging außerdem mit einem eigenen 12-Mann-Orchester und seiner Frau als Sängerin in Europa auf Tournee. Ab 1970 lebte er im Ruhestand in Schlangenbad.